# Demirli, Çaykara
Demirli là một xã thuộc huyện Çaykara, tỉnh Trabzon, Thổ Nhĩ Kỳ. Dân số thời điểm năm 2011 là 239 người.